# Armée de restauration de l'Ambazonie
L'Armée de restauration de l'Ambazonie (ARA, en anglais : Ambazonia Restoration Army, ARA), est un groupe armé séparatiste qui opére dans les deux régions anglophones du Cameroun, le Nord-Ouest et le Sud-Ouest. Il est affilié au gouvernement intérimaire de l'Ambazonie et fait partie du Conseil d'autodéfense de l'Ambazonie (CAA).
L'ARA serait dirigée par Paxson Agbor, un ancien policier. 